# Чемпіонат Швеції з футболу 2006: Супереттан
Супереттан 2006 — 7-й сезон у Супереттан, що є другим за рівнем клубним дивізіоном (сформованим у 2000 році) у шведському футболі після Аллсвенскан. 
У чемпіонаті взяли участь 16 клубів. Сезон проходив у два кола, розпочався у квітні й завершився в листопаді 2006 року.
Переможцем змагань став клуб Треллеборг ФФ. Разом із ним путівки до вищого дивізіону вибороли з другої позиції Еребру СК та з третього місця «Броммапойкарна» (Стокгольм), який переміг у плей-оф на підвищення.

## Учасники сезону 2006 року
| Клуб                                | Місце в 2005                                 |
| ----------------------------------- | -------------------------------------------- |
| Ландскруна БоІС                     | 12-е в Аллсвенскан                           |
| ГІФ Сундсвалль                      | 13-е в Аллсвенскан                           |
| «Ассиріска» ФФ (Седертельє)         | 14-е в Аллсвенскан                           |
| Юнгшиле СК                          | 4-е                                          |
| Еребру СК                           | 5-е                                          |
| «Броммапойкарна» ІФ (Стокгольм)     | 6-е                                          |
| ІФК Норрчепінг                      | 7-е                                          |
| Фалькенбергс ФФ                     | 8-е                                          |
| ФК «Весбю Юнайтед» (Уппландс-Весбю) | 9-е                                          |
| Отвідабергс ФФ                      | 10-е                                         |
| Треллеборг ФФ                       | 11-е                                         |
| М'єльбю АІФ                         | 12-е                                         |
| Дегерфорс ІФ                        | 13-е                                         |
| «Квідінг» ФІФ (Гетеборг)            | 1-е в групі Західний Йоталанд, Дивізіон 2    |
| «Єнчепінг Седра» ІФ (Єнчепінг)      | 1-е в групі Центральний Йоталанд, Дивізіон 2 |
| Умео ФК                             | 1-е в групі Норрланд, Дивізіон 2             |

## Турнірна таблиця
| Поз | Команда                              | І  | В  | Н  | П  | ГЗ | ГП | РГ  | О  | Підвищення або пониження  |
| --- | ------------------------------------ | -- | -- | -- | -- | -- | -- | --- | -- | ------------------------- |
| 1   | Треллеборг ФФ (C, P)                 | 30 | 19 | 9  | 2  | 48 | 13 | +35 | 66 | Підвищилися в Аллсвенскан |
| 2   | Еребру СК (P)                        | 30 | 17 | 7  | 6  | 56 | 28 | +28 | 58 | Підвищилися в Аллсвенскан |
| 3   | «Броммапойкарна» (Стокгольм) (O, P)  | 30 | 18 | 3  | 9  | 53 | 43 | +10 | 57 | Плей-оф на підвищення     |
| 4   | ІФК Норрчепінг                       | 30 | 15 | 9  | 6  | 55 | 30 | +25 | 54 |                           |
| 5   | Ландскруна БоІС                      | 30 | 15 | 5  | 10 | 53 | 39 | +14 | 50 |                           |
| 6   | Юнгшиле СК                           | 30 | 13 | 7  | 10 | 34 | 33 | +1  | 46 |                           |
| 7   | М'єльбю АІФ                          | 30 | 11 | 10 | 9  | 51 | 49 | +2  | 43 |                           |
| 8   | ГІФ Сундсвалль                       | 30 | 11 | 7  | 12 | 42 | 33 | +9  | 40 |                           |
| 9   | Фалькенбергс ФФ                      | 30 | 10 | 10 | 10 | 43 | 40 | +3  | 40 |                           |
| 10  | «Єнчепінг Седра» (Єнчепінг)          | 30 | 9  | 10 | 11 | 37 | 59 | −22 | 37 |                           |
| 11  | Дегерфорс ІФ                         | 30 | 9  | 8  | 13 | 39 | 41 | −2  | 35 |                           |
| 12  | Отвідабергс ФФ                       | 30 | 9  | 8  | 13 | 40 | 47 | −7  | 35 |                           |
| 13  | «Ассиріска» (Седертельє) (R)         | 30 | 9  | 7  | 14 | 30 | 40 | −10 | 34 | Плей-оф на вибування      |
| 14  | «Весбю Юнайтед» (Уппландс-Весбю) (R) | 30 | 8  | 8  | 14 | 34 | 47 | −13 | 32 | Плей-оф на вибування      |
| 15  | «Квідінг» (Гетеборг) (R)             | 30 | 4  | 6  | 20 | 31 | 63 | −32 | 18 | Вибули в Дивізіон 1       |
| 16  | Умео ФК (R)                          | 30 | 4  | 4  | 22 | 30 | 71 | −41 | 16 | Вибули в Дивізіон 1       |

## Плей-оф на підвищення
Команди, які зайняли в сезоні 2006 року 12-е місце в Аллсвенскан і 3-є в Супереттан, виборювали право виступити в найвищому дивізіоні:
| Команда 1                    | Рахунок | Команда 2                    |
| ---------------------------- | ------- | ---------------------------- |
| 9 листопада 2006             |         |                              |
| «Броммапойкарна» (Стокгольм) | 2-0     | «Геккен» (Гетеборг)          |
| 12 листопада 2006            |         |                              |
| «Геккен» (Гетеборг)          | 1-2     | «Броммапойкарна» (Стокгольм) |

Клуб «Броммапойкарна» (Стокгольм) здобув право виступати в Аллсвенскан у сезоні 2007 року.

## Плей-оф на вибування
| Команда 1                        | Рахунок | Команда 2                        |
| -------------------------------- | ------- | -------------------------------- |
| 25 жовтня 2006                   |         |                                  |
| «Сіріус» (Уппсала)               | 1-1     | «Весбю Юнайтед» (Уппландс-Весбю) |
| «Бункефлу» ІФ (Мальме)           | 0-0     | «Ассиріска» (Седертельє)         |
| 28 жовтня 2006                   |         |                                  |
| «Весбю Юнайтед» (Уппландс-Весбю) | 0-1     | «Сіріус» (Уппсала)               |
| 29 жовтня 2006                   |         |                                  |
| «Ассиріска» (Седертельє)         | 1-1     | «Бункефлу» ІФ (Мальме)           |

Клуби «Сіріус» (Уппсала) та «Бункефлу» ІФ (Мальме) завоювали право виступати в Супереттан у сезоні 2007 року.

## Найкращі бомбардири сезону
| Гравець        | Клуб                         | Голи |
| -------------- | ---------------------------- | ---- |
| Улоф Гутерстам | «Броммапойкарна» (Стокгольм) | 17   |
| Стефан Рудевог | Фалькенбергс ФФ              | 17   |